# Комарницький Віталій Мар'янович
Віталій Мар'янович Комарницький (нар. 15 березня 1964, село Трудолюбівка, нині Кукурудзяне, Нижньогірський район, АР Крим) — український правознавець. Доктор юридичних наук (2012), професор (2013).
Голова Луганської обладміністрації (керівник обласної військово-цивільної адміністрації) з 5 липня до 25 жовтня 2019 року.

## Життєпис
1986 року закінчив Харківський інженерно-будівельний інститут (спеціальність «Промислове та цивільне будівництво», інженер-будівельник). У 2001 році закінчив Луганський інститут внутрішніх справ МВС України (спеціальність «Правознавство», юрист). 2003 — захистив кандидатську дисертацію на здобуття наукового ступеня кандидата юридичних наук. 2005 — присвоєно звання доцента.
З 1986 по 1993 рік працював в Управлінні внутрішніх справ Луганської області; з 1993 по 2002 — помічник ректора, з 2002 по 2006 — проректор, з 2006 по 2007 — начальник центру післядипломної освіти, з вересня 2007 — ректор Луганського університету внутрішніх справ. Досліджує проблеми екологічної безпеки.
Має понад 100 наукових праць. Академік Міжнародної Академії науки та практики організації виробництва з 2008 року. Член-кореспондент Інженерної академії України з 2013 року.
2010 року обраний депутатом Луганської облради від Партії регіонів.
26 червня 2019 року Кабінет Міністрів підтримав призначення Комарницького на посаду голови Луганської ОДА.
5 липня — 25 жовтня 2019 року — голова Луганської обладміністрації (керівник обласної військово-цивільної адміністрації), подав у відставку з посади, на його місце було призначено Сергія Гайдая.

## Сім'я
Одружений, має двох дітей.

## Нагороди та відзнаки
- Заслужений будівельник України (1998)[11].
- Грамоти Президії Національної академії наук України (2003) і Верховної Ради України (2003)[4]
- Подяка Президента України (2009)[4]
- 27 нагород і відзнак міністерств і відомств України, зарубіжних держав[4]